# Bunjevščina
Bunjevščina (bunjevački jezik, ali bunjevački govor, srbsko буњевачки језик) je južnoslovanski jezik sporne narave. Hrvaški jezikoslovci menijo, da je bunjevščina samo narečje, vendar ne povedo ali gre za srbsko ali hrvaško narečje. Bunjevci se imajo bodisi za Hrvate bodisi za Srbe, svoj jezik pa imajo za samostojen. Tisti, ki potrjujejo, da je bunjevščina samostojen jezik, se sklicujejo na dejstvo, da se med seboj hrvaški, bosanski in srbski jezik komaj kaj razlikujejo.
V 16. stoletju je Osmansko cesarstvo zavzelo Vojvodino. Iz Hercegovine in Dalmacije so tja prišli južni Slovani, ki so govorili štokavsko in ikavsko narečje, bili pa so katoličani. Za Srbe so Bunjevci »katoliški Srbi«, pri Pečuju (Pécs)na Madžarskem pa živijo katoliški Bosanci, (Baranjski Bosanci), ki se imajo za Hrvate. Madžarski Bunjevci so v dokumentih navedeni tudi kot Hrvati in nimajo posebne narodnosti. Z Bunjevci je iz Bosne prišla tudi druga etnična skupina, Šokci, njihova šokaščina pa je najbližji sorodnik bunjevščine. V Avstro-Ogrski so imeli Bunjevci status posebne narodnosti. Leta 1910 so v Subotici registrilali 33.247 Bunjevcev. V Vojvodini so leta 2007 prešteli 8.914 ljudi z »drugo narodnostjo«, oziroma Bunjevcev. Ocenjuje se, da v Srbiji živi 20.000 Bunjevcev. Iz Madžarske za njih nimamo podatkov. Nedavno so Srbi dovolili, da v šolah poteka pouk v bunjevščini. Demokratična Zveza Hrvatov v Vojvodini je zatrdila, da na ta način hoče Srbija razdeliti Hrvate v Vojvodini. V Subotici Bunjevci izdajajo svoj časopis Bunjevačke novine, Televizija Vojvodina pa ima bunjevški televizijski program.
Ivan Antunović je bil največji književnik in delavec Bunjevcev. Pisal je knjige in časopise v bunjevščini. Drugi najpomembnejši književnik bunjevščine je Mijo Mandić novinar.

## Naselja, kjer govorijo bunjevščino

### Mesta
- Subotica: to je glavno mesto Bunjevcev, tako je suboško narečje temelj bunjevškega knjižnega jezika. V suboškem narečju pišejo književna dela in pripravljajo televizijske programe

### Vasi
- Mala Bosna
- Gornji Tavankut
- Donji Tavankut
- Đurđin
- Stari Žednik
- Bikovo
- Ljutovo